# Loubeyrat
Loubeyrat – miejscowość i gmina we Francji, w regionie Owernia-Rodan-Alpy, w departamencie Puy-de-Dôme.
Według danych na rok 1990 gminę zamieszkiwało 777 osób, a gęstość zaludnienia wynosiła 32 osoby/km² (wśród 1310 gmin Owernii Loubeyrat plasuje się na 285. miejscu pod względem liczby ludności, natomiast pod względem powierzchni na miejscu 329.).